# Alan Stern
Sol Alan Stern (communément juste Alan Stern ou S. Alan Stern), né le 22 novembre 1957 à La Nouvelle-Orléans, en Louisiane (États-Unis), est un planétologue et astronome américain diplômé de l'Université du Colorado.

## Biographie
Spécialiste du système solaire externe, il est responsable de la mission New Horizons destinée à explorer la planète naine Pluton, ses satellites naturels (dont Charon) ainsi que quelques autres objets de la ceinture de Kuiper.
Il a été listé parmi les cent personnes les plus influentes dans le monde par le Time Magazine en 2007.

## Ouvrages
- S. Alan Stern, The U.S. Space Program After Challenger, New York, Franklin-Watts, 1987 (ISBN 0-531-10412-5)
- S. Alan Stern et Jacqueline Mitton, Pluto and Charon: Ice Worlds on the Ragged Edge of the Solar System, John Wiley and Sons, 1997 (ISBN 3-527-40556-9)
- S. Alan Stern et David Harry Grinspoon, Chasing New Horizons: Inside the Epic First Mission to Pluto, 2018

## Récompenses et honneurs
L'astéroïde (6373) Stern porte son nom.